# Carneades personata
Carneades personata là một loài bọ cánh cứng trong họ Cerambycidae.